# Estadi Krestovski
L'Estadi Krestovski és un estadi de futbol a la ciutat russa de Sant Petersburg. És l'estadi local del FC Zenit Sant Petersburg i una de les seus de la Copa Confederacions 2017, de la Copa del Món de Futbol de 2018 i del Campionat d'Europa de futbol 2020.
L'estadi va ser construït a l'illa Krestovsky —d'on prové el seu nom—, lloc en el qual hi havia l'antic estadi S.M. Kirov, derruït el 2006 i primer estadi del Zenit, d'aquesta manera el club retornarà al seu lloc original 27 anys després. Amb una despesa de més de mil milions de dòlars i després que Gazprom es negués a invertir més diners en el projecte, l'estadi era el més car del món quan es va inaugurar.

## Nom
En un primer moment el nom temporal del recinte va ser «Estadi de futbol a la part occidental de l'illa Krestovski», ja que encara no s'havia escollit el nom oficial. El complex esportiu també se'l coneix, simplement, com «Estadi Zenit» o «Gazprom Arena», ja que es va assumir que el Zenit de Sant Petersburg de futbol seria el principal club que l'utilitzaria i el seu principal patrocinador era la companyia Gazprom, empresa que té la majoria de les accions del club i que va començar injectant fons a l'obra, però que, al final, es va finançar a través del pressupost de la ciutat.
El juliol del 2009, el president del Zenit, Alexander Diukov, va anunciar en una reunió que les empreses comercials que volguessin inscriure el seu nom al costat del nom de l'estadi haurien de presentar una oferta. Tot i això, al febrer del 2010 l'Assamblea Legislativa va senyalar que la decisió final sobre el nom de l'estadi es faria de forma prescrita pel Govern de Sant Petersburg en el moment de la finalització i entrada en funcionament de l'estadi.
Finalment, el 8 d'octubre del 2016 la FIFA va aprovar el nom definitiu de l'estadi com a «Krestovski», nom donat en estar ubicat a l'illa Krestovsky.

## Història

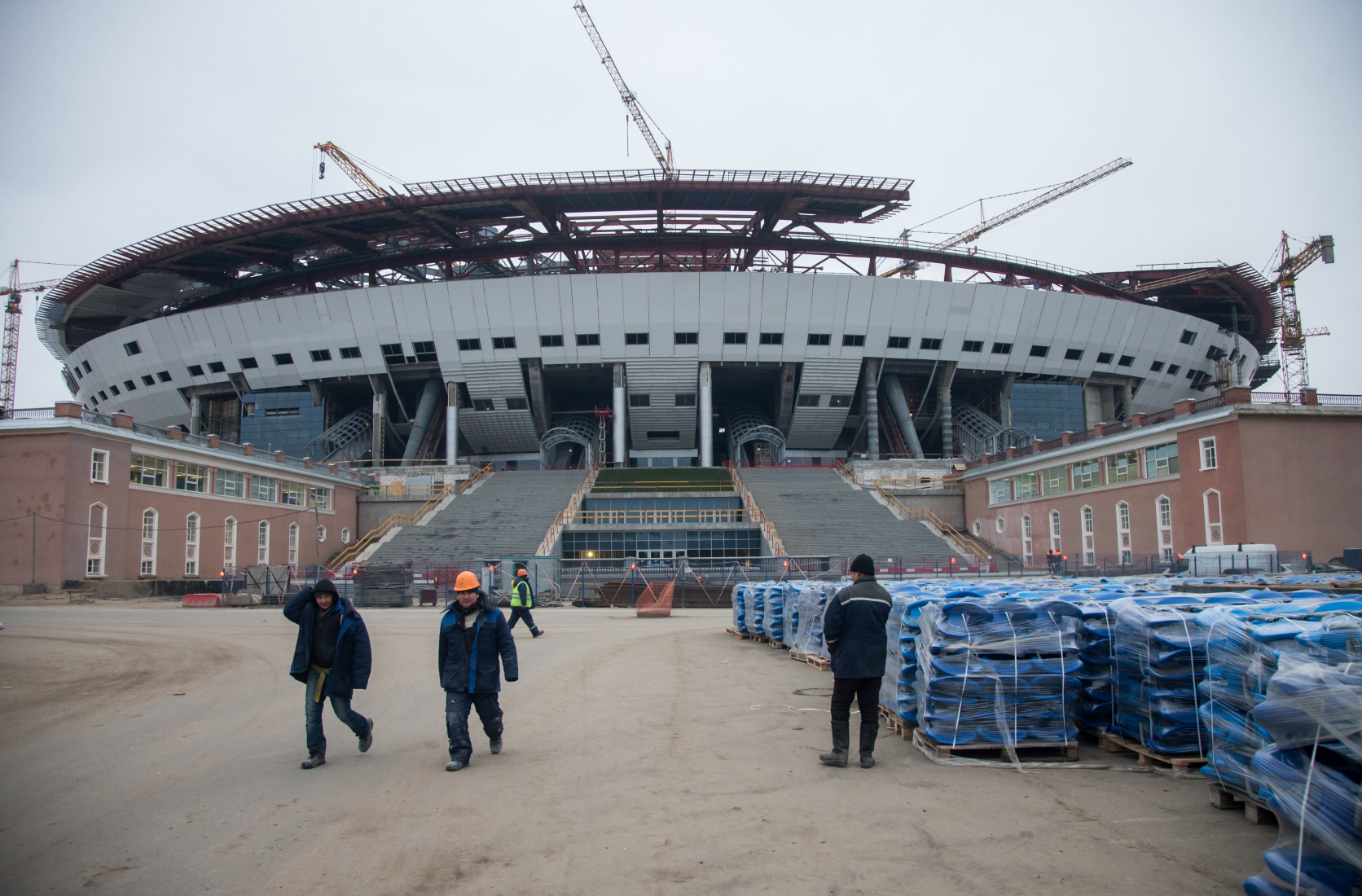
L'estadi en construcció.

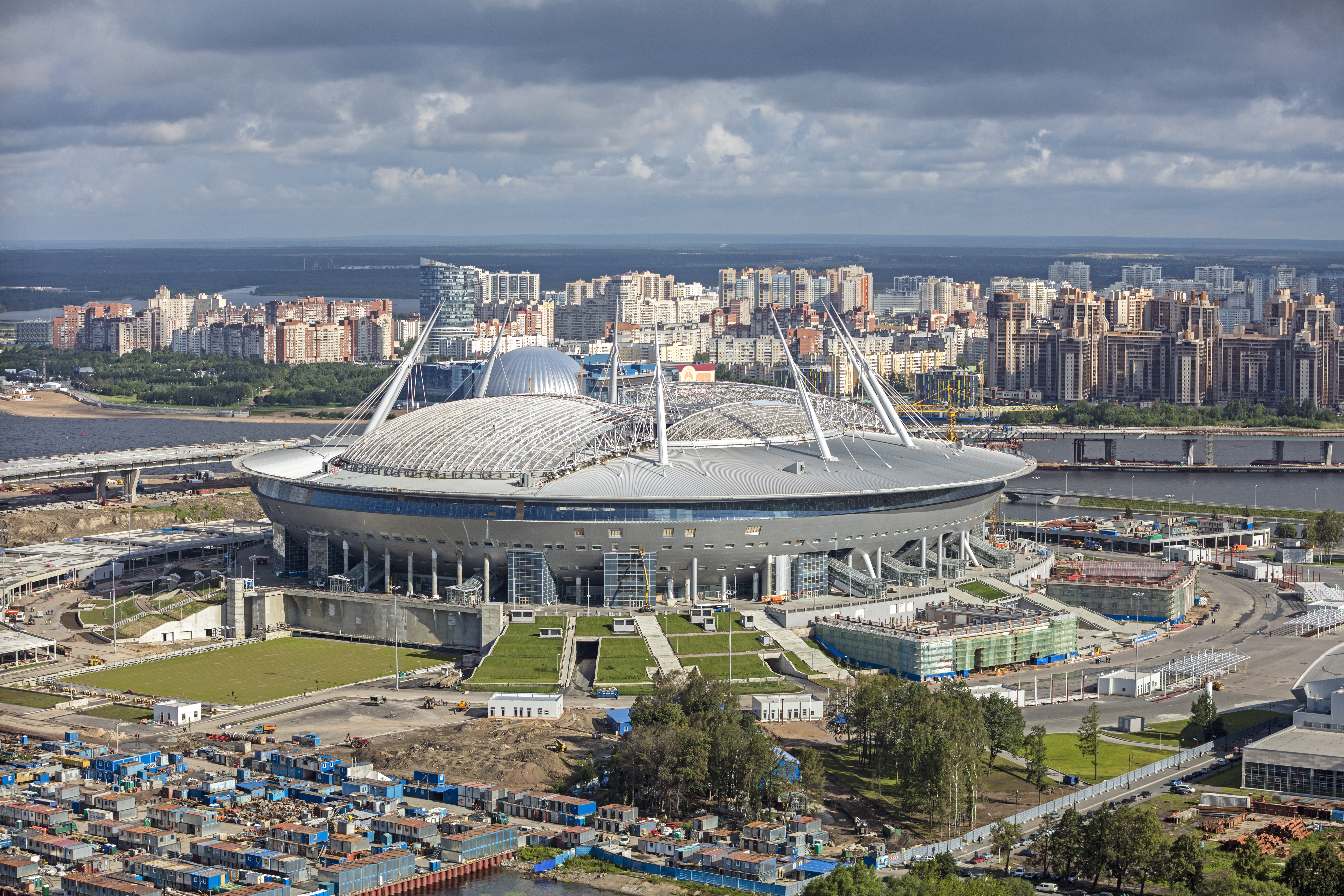
L'estadi el 2016.

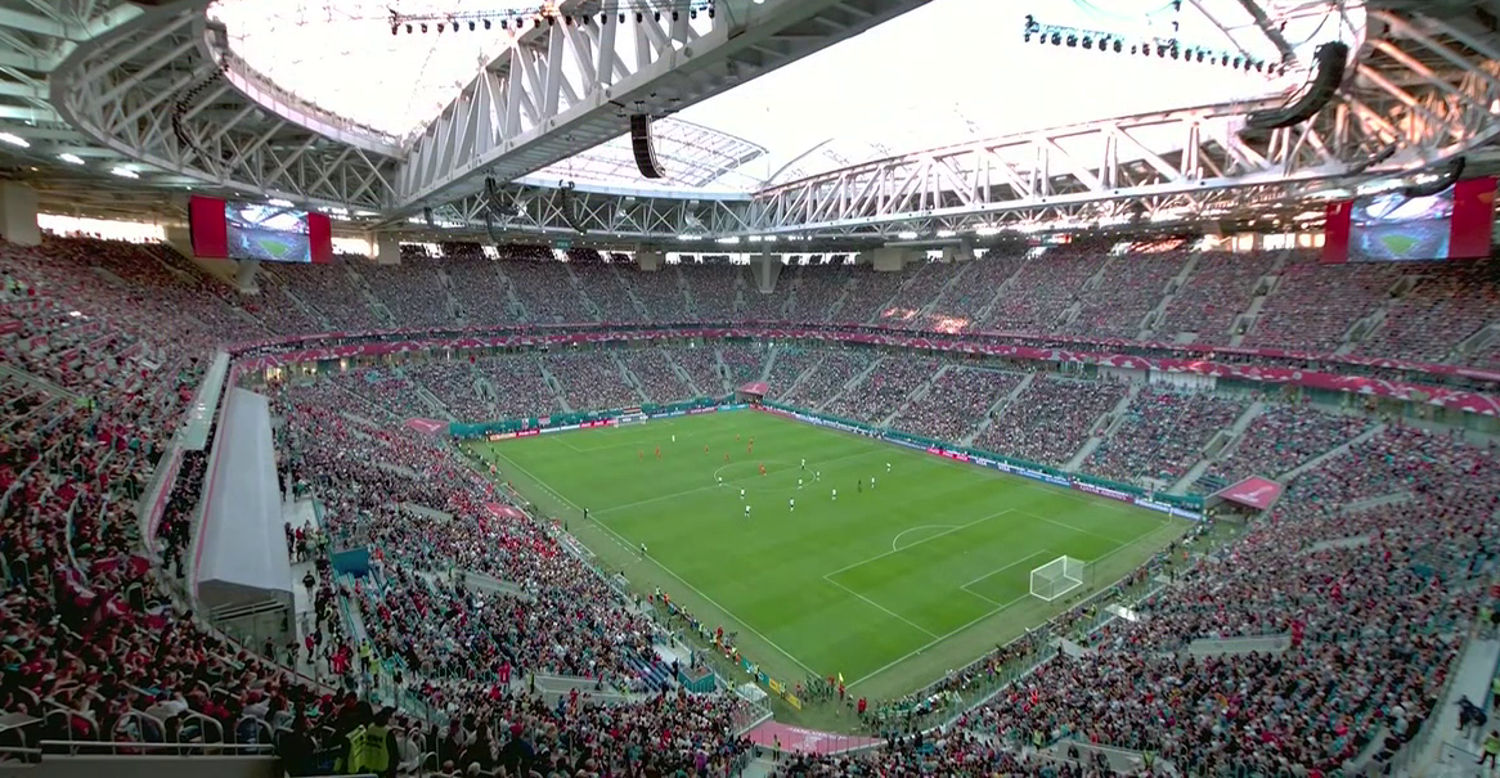
Final de la Copa Confederacions 2017.

Els dissenys per a la construcció de l'estadi va ser presentats el 15 de novembre de 2005 i diversos arquitectes van presentar els seus projectes, entre ells Gerkan, Marg und Partner o el portuguès Tomás Taveira, responsable d'altres estadis de la Euro 2004. Una comissió d'experts es va decantar finalment per la proposta de Kishō Kurokawa, dissenyador de l'estadi Toyota al Japó.
L'estadi va ser planificat el desembre de 2008, la inauguració prevista pel novembre de 2012 però finalment va ser el 2015.
El gener del 2009 el The St. Petersburg Times va informar que les despeses de construcció de l'estadi serien assumits pel govern de Sant Petersburg, com que la companyia Gazprom, patrocinadora de l'estadi, es va retreure del projecte.
El 13 d'abril del 2017 la Unió Russa de Futbol va concedir la llicència a l'estadi per acollir partits de la Lliga Premier Russa. El 22 d'abril el Zenit hi va jugar el primer partit oficial en partit de lliga contra el FC Ural Sverdlovsk Oblast. L'equip local va guanyar per dos a zero i el primer gol el va marcar Branislav Ivanović en el minut 86.

## Capacitat
Per a la celebració dels partits del Mundial de Futbol de 2018 la capacitat de l'estadi s'incrementà fins als 68.172 espectadors.

## Serveis per als espectadors
Els espectadors tindran accés als següents serveis addicionals:
- Recolzament informatiu facilitat per voluntaris
- Informació (punt de registre de menors, punt d'aparcament de cotxes infantils, oficina d'objectes perduts).
- Consigna.
- Audioguies per a les persones cegues o amb problemes de visió.

A més, les instal·lacions estan dotades d'ascensors, rampes i accessos per als espectadors amb mobilitat reduïda. Un dels sectors de la graderia està adaptat per a persones amb discapacitat.

### Accés de persones amb diversitat funcional
L'estadi de Sant Petersburg té 560 seients per a les persones amb discapacitat, 266 d'ells per a persones amb cadira de rodes. A més, per als espectadors de mobilitat reduïda existeixen vestíbuls especials, ascensors i rampes.

## Seguretat
Pels partits del Mundial el recinte complirà amb tots els requisits de la FIFA relatius a la capacitat i la seguretat. L'estadi està dotat amb el sistema de vídeo-vigilància i vídeo-identificació que permetrà identificar els espectadors que tinguin prohibit l'accés al recinte i als infractors de l'ordre públic. A més, la instal·lació té el sistema d'alarma antiincendis i d'extinció automàtica d'incendis.

## Esdeveniments
L'estadi Krestovski va ser la seu de dos grans torneigs de futbol: la Copa Confederacions 2017 i la Copa del Món de futbol de 2018. El 2020 serà també una de les seus del Campionat d'Europa de futbol 2020.

### Copa FIFA Confederacions 2017
L'estadi del Zenit va ser un dels quatre estadis escollits per a jugar partits de la Copa Confederacions 2017, que es va disputar el juny i juliol de 2017 en Rússia. Els partits que s'hi van jugar van ser:

#### Fase de grups
| Rússia                       | 2-0     | Nova Zelanda |
| ---------------------------- | ------- | ------------ |
| Boxall 31' (pp) · Smólov 69' | Detalls |              |

| Camerun              | 1-1     | Austràlia              |
| -------------------- | ------- | ---------------------- |
| Zambo Anguissa 45+1' | Detalls | Mark Milligan 60' (p.) |

| Nova Zelanda | 0-4     | Portugal                                                    |
| ------------ | ------- | ----------------------------------------------------------- |
|              | Detalls | Ronaldo 33' (p.) · B. Silva 37' · A. Silva 80' · Nani 90+1' |

#### Final
| Xile | 0–1     | Alemanya   |
| ---- | ------- | ---------- |
|      | Detalls | Stindl 20' |

### Partits de la Copa del Món de Futbol de 2018
Aquest estadi serà una de les seus de la Copa del Món de Futbol de 2018 i acollirà partits de diverses fases de la competició.

#### Fase de grups
| Portugal                            | 3–3     | Espanya                          |
| ----------------------------------- | ------- | -------------------------------- |
| Cristiano Ronaldo 4' (p.), 44', 88' | Informe | Diego Costa 24', 55' · Nacho 58' |

| Rússia                                       | 3–1     | Egipte         |
| -------------------------------------------- | ------- | -------------- |
| Fathy 47' (p.p.) · Txérixev 59' · Dziuba 62' | Informe | Salah 73' (p.) |

| Brasil                        | 2–0     | Costa Rica |
| ----------------------------- | ------- | ---------- |
| Coutinho 90+1' · Neymar 90+7' | Informe |            |

| Nigèria        | 1–2     | Argentina            |
| -------------- | ------- | -------------------- |
| Moses 51' (p.) | Informe | Messi 14' · Rojo 86' |

#### Vuitens de final
| Suècia       | 1–0     | Suïssa     |
| ------------ | ------- | ---------- |
| Forsberg 66' | Informe | Lang 90+4' |

#### Semifinal
| França     | 1–0     | Bèlgica |
| ---------- | ------- | ------- |
| Umtiti 51' | Informe |         |

#### Tercer lloc
| Bèlgica                    | 2–0     | Anglaterra |
| -------------------------- | ------- | ---------- |
| Meunier 4' · E. Hazard 82' | Informe |            |